# Samospłata
Samospłata – jest to źródło finansowania podmiotów gospodarczych będące odwrotnością procesu samofinansowania (finansowania wewnętrznego własnego).
Przedsiębiorstwa stosujące w swojej działalności samospłatę uzyskują określone dobro, a następnie dzięki jego eksploatacji jest w stanie wygenerować środki pieniężne na spłatę zobowiązania. Przykładem samospłaty może być między innymi leasing (leasingobiorca najpierw uzyskuje np. maszynę, następnie dzięki jej eksploatacji jest w stanie odtworzyć środki na spłatę).
Transakcje oparte na samospłacie są obecnie coraz częściej stosowane, ponieważ stanowią skuteczną możliwość przeciwdziałania niekorzystnej koniunkturze gospodarczej.
Samospłata stanowiła element polityki zaciągania przez Polskę kredytów w krajach zachodnich na początku lat 70. XX w. Zakładano, że kredytowany import maszyn i urządzeń przyczyni się do rozbudowy i modernizacji potencjału wytwórczego, a zwiększony eksport zapewni spłatę powstałego zadłużenia.